# Guerra de Calinga
A Guerra de Calinga ou Kalinga (em sânscrito: कलिंग युद्धम्) foi uma guerra travada em 261−260 a.C. entre o Império Máuria sob Asoca, o Grande (r. 272/268–232 a.C.) e o estado de Calinga, uma república localizada na costa do atual estado indiano de Orissa. Esta guerra foi o único grande conflito travada por Asoca depois de sua ascensão ao trono. Calinga colocou uma enorme resistência, mas não foi páreo para a força brutal do exército de Asoca. O excessivo derramamento de sangue desta guerra foi o motivo de Asoca adotar o budismo. Após a conquista, ele incorporou a região ao Império Máuria.

## Guerra
Provavelmente situado entre os domínios máurias de Bengala e Andar, a Calinga independente foi "um espinho no corpo político Império Máuria" e pôde ter representado uma ameaça aos seus domínios. A conquista de Calinga provavelmente foi movida por razões políticas e econômicas. Situado no caminho das rotas sul do vale do Ganges, foi também uma poderosa área marítima, que caso incorporada no Império Máuria tornar-se-ia numa fonte conveniente de renda.
Durante o precedente Império Nanda, Calinga estava sob controle de Mágada, mas esta recuperou a independência com o início do governo dos máurias. Desde o tempo do avô e do pai de Asoca, os imperadores Chandragupta Máuria (r. 322/321–298 a.C.) e Bindusara (r. 298–272/268 a.C.), o Império Máuria estava seguindo uma política de expansão territorial. Para realizar a tarefa de conquistar Calinga, Asoca primeiro tratou de estabelecer-se seguramente no trono máuria.
De acordo com o 13º édito de Asoca, a guerra começou no oitavo ano do reinado de Asoca, provavelmente em 261 a.C.. A batalha de Calinga foi travada na margem do Rio Daia entre as forças de Asoca e os habitantes da região. Por meio do 13º édito sabe-se que a batalha foi massiva e causou a morte de mais de 10 000 dos soldados máurias e 100 000 soldados e muitos civis de Calinga, enquanto mais de 150 000 foram deportados. Diz-se que, no fim da batalha, o rio Daia ficou vermelho com o sangue dos mortos.

## Rescaldo
Com o fim do conflito, Calinga foi anexada ao Império Máuria. Esta guerra teve um efeito profundo sobre as políticas públicas e a personalidade de Asoca. Em decorrência da crueldade dos combates, Asoca, arrependido, converte-se a filosofia não-violenta do budismo. Ele decidiu nunca empreender outra guerra e também instrui seus filhos e netos a "nunca empreender tal guerra"; para ele uma conquista devia ser feita mediante a piedade e virtude (Darma-Vijaia). Após a conquista de Calinga, Asoca devotou sua vida ao bem estar moral e material das pessoas e reformulou suas políticas com tal finalidade.